# Процедурне програмування
Процедурне програмування — парадигма програмування, заснована на концепції виклику процедури. Процедури, також відомі як підпрограми, методи, або функції (це не математичні функції, але функції, подібні до тих, які використовуються в функціональному програмуванні).
Процедури містять певну послідовність кроків для виконання. В ході виконання програми будь-яка процедура може бути викликана з будь-якого місця програми, включно з самої процедури, яка викликається (рекурсивний виклик).

## Можливі переваги
- Можливість повторного використання одного і того ж коду з різних місць програми без його копіювання.
- Легше відстежити потік виконання програми, ніж у випадку використання операторів GOTO або JUMP, що можуть зробити зі складної програми так званий код-спагеті.
- Можливість підтримки модульності і структурності.